# Sokoleniec
Sokoleniec – część wsi Wólka Lesiowska (do 31 grudnia 2002 wieś) w Polsce, położona w województwie mazowieckim, w powiecie radomskim, w gminie Jastrzębia.